# Waunakee (Wisconsin)
Waunakee es una villa ubicada en el condado de Dane, Wisconsin, Estados Unidos. Según el censo de 2020, tiene una población de 14 879 habitantes.

## Geografía
La localidad está ubicada en las coordenadas 43°10′58″N 89°26′43″O / 43.18278, -89.44528 (43.182861, -89.445293). Según la Oficina del Censo de los Estados Unidos, Waunakee tiene una superficie total de 18.58 km², de la cual 18.57 km² corresponden a tierra firme y 0.01 km² es agua.

## Demografía
Según el censo de 2020, hay 14 879 personas residiendo en Waunakee. La densidad de población es de 801.24 hab./km². El 88.76% de los habitantes son blancos, el 1.30% son afroamericanos, el 0.15% son amerindios, el 2.65% son asiáticos, el 0.02% son isleños del Pacífico, el 1.30% son de otras razas y el 5.81% son de una mezcla de razas. Del total de la población, el 4.00% son hispanos o latinos de cualquier raza.